# Konstnärskolonin vid Tusby träsk

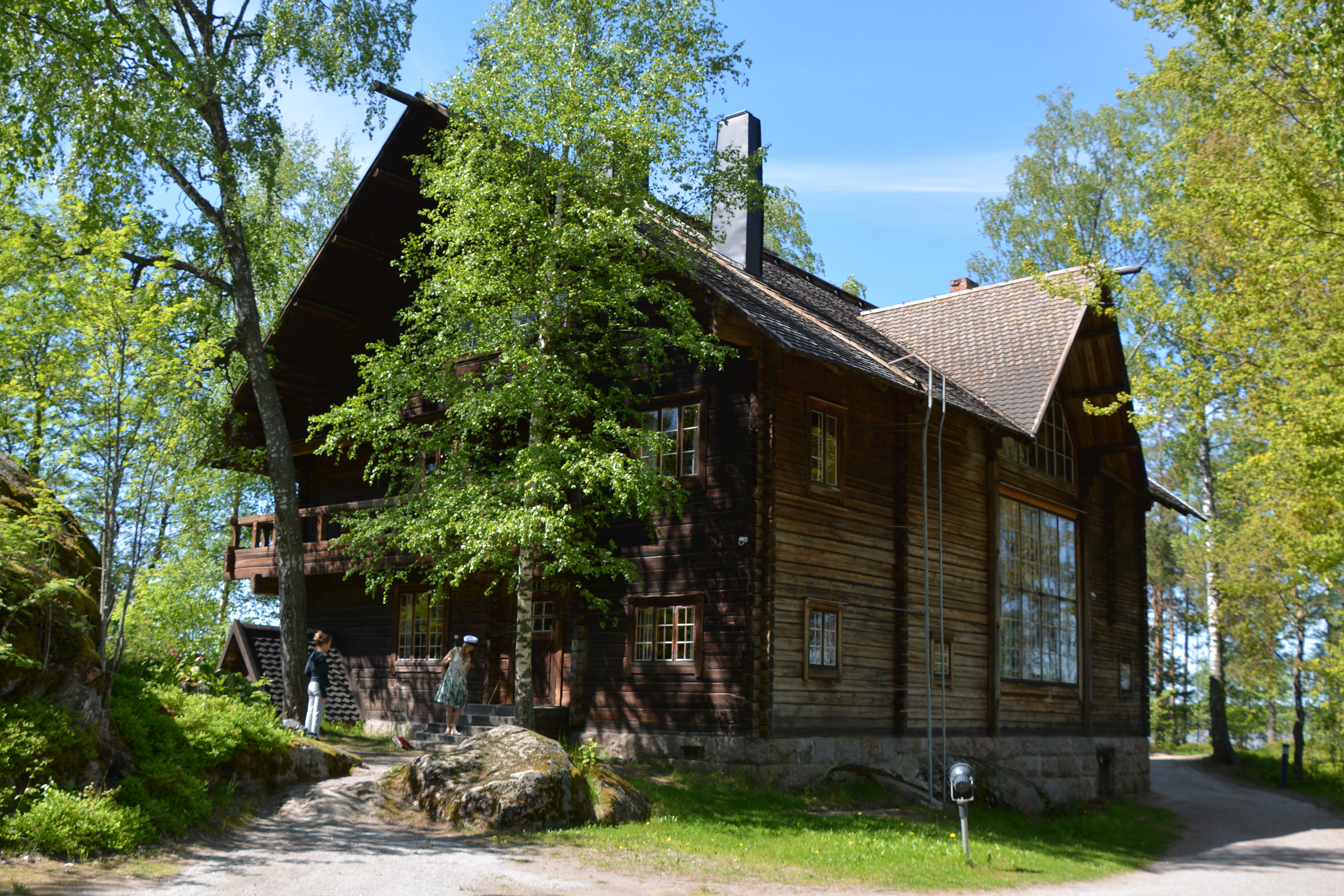
Halosenniemi

Konstnärskolonin vid Tusby träsk var en konstnärsgemenskap som vid sekelskiftet 1800/1900 växte upp vid Tusby träsk, i nuvarande Tusby kommun och Träskända stad.
Konstnärskolonin vid Tusby träsk byggdes upp från våren 1897, då Venny Soldan-Brofeldt inspekterade huset Vårbacka på Träskända gårds marker som möjlig permanent bostad för familjen. I november samma år flyttade familjen Johannes Brofeldt (senare Juhani Aho) och Venny Soldan-Brofeldt in i Villa Vårbacka, senare omdöpt till Ahola. De var delvis inspirerade av att nationalförfattaren Aleksis Kivi hade tillbringat de tio sista månaderna av sitt liv hos brodern Albert Stenvalls familj på torpet Syvälahti vid Tusby Strandväg.
Juhani Aho kände både Eero Järnefelt och Pekka Halonen och övertalade dem att flytta till Tusby träsk. Familjen Järnefelt byggde huset Suviranta nära Ahola 1901, där den bodde permanent till 1917, och därefter hade stället som fritidshus. 
Pekka Halonen ritade ett bostads- och ateljéhus, som uppfördes på klippudden Pitkäniemi i Tusby träsk på en 1899 inköpt tomt. Det döptes till Halosenniemi och blev klart 1902. 
J.H. Erkko byggde sitt hem Erkkola vid Tusby Strandväg i närheten av Aleksis Kivis Syvälahti, efter ritningar av Pekka Halonen, vilket blev färdigt 1902. Erkko ville se Aleksis Kivis sista boplats från sina fönster. Han bodde i Erkkola till sin död fem år senare.
Eero Järnefelt var bror till Aino Sibelius och väckte under skidturer sin svåger och Ainos make Jean Sibelius intresse för att bygga ett hus på en bergknalle i närheten. Sibelius köpte en tomt av Träskända gård och lät  uppföra Ainola, ritad av Lars Sonck 1904. Familjen bosatte sig där för resten av sitt liv.
Konstnärerna i konstnärsgemenskapen vid Tusby träsk hörde till de mest kända konstnärerna i den finska kulturens guldålder. Många av dem bodde i Helsingfors, men ville bo i lugn och ro på landsbygden, men inte för långt från det kulturella livet i huvudstaden. Tusby socken hade bra järnvägsförbindelse med Helsingfors. Familjerna hade ett stort inbördes umgänge och hade många vänner på besök. Sommargäster på pensionaten i närheten var bland andra Eino Leino, Juhani Siljo (1888–1918) och Matti Kivekäs (1888–1918), den sistnämnde som hemlärare för döttrarna Sibelius. Frans Eemil Sillanpää var återkommande gäst hos familjen Järnefelt i Suviranta.

## Konstnärsbostäder vid Tusby träsk vid sekelskiftet 1800/1900
- Syvälahti 60°25′25.32″N 25°02′46.19″Ö / 60.4237000°N 25.0461639°Ö
- Ahola 60°27′21″N 025°04′51″Ö / 60.45583°N 25.08083°Ö
- Suviranta 60°27′07.52″N 25°04′46.02″Ö / 60.4520889°N 25.0794500°Ö
- Halosenniemi 60°26′08″N 025°03′17″Ö / 60.43556°N 25.05472°Ö
- Erkkola 60°25′25.37″N 25°02′54.52″Ö / 60.4237139°N 25.0484778°Ö
- Ainola 60°27′13″N 25°05′14″Ö / 60.45361°N 25.08722°Ö

## Bildgalleri

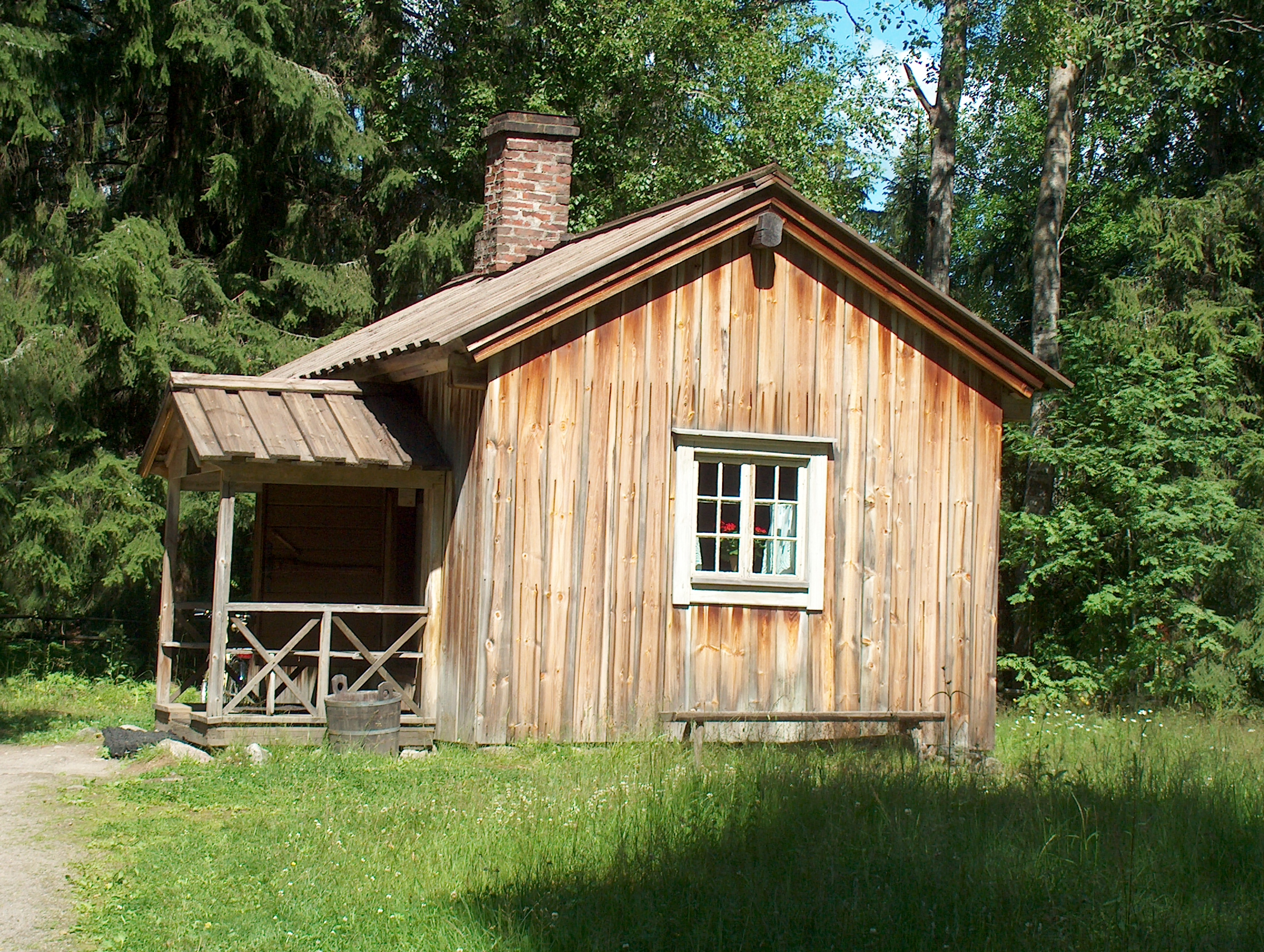
Syvälahti
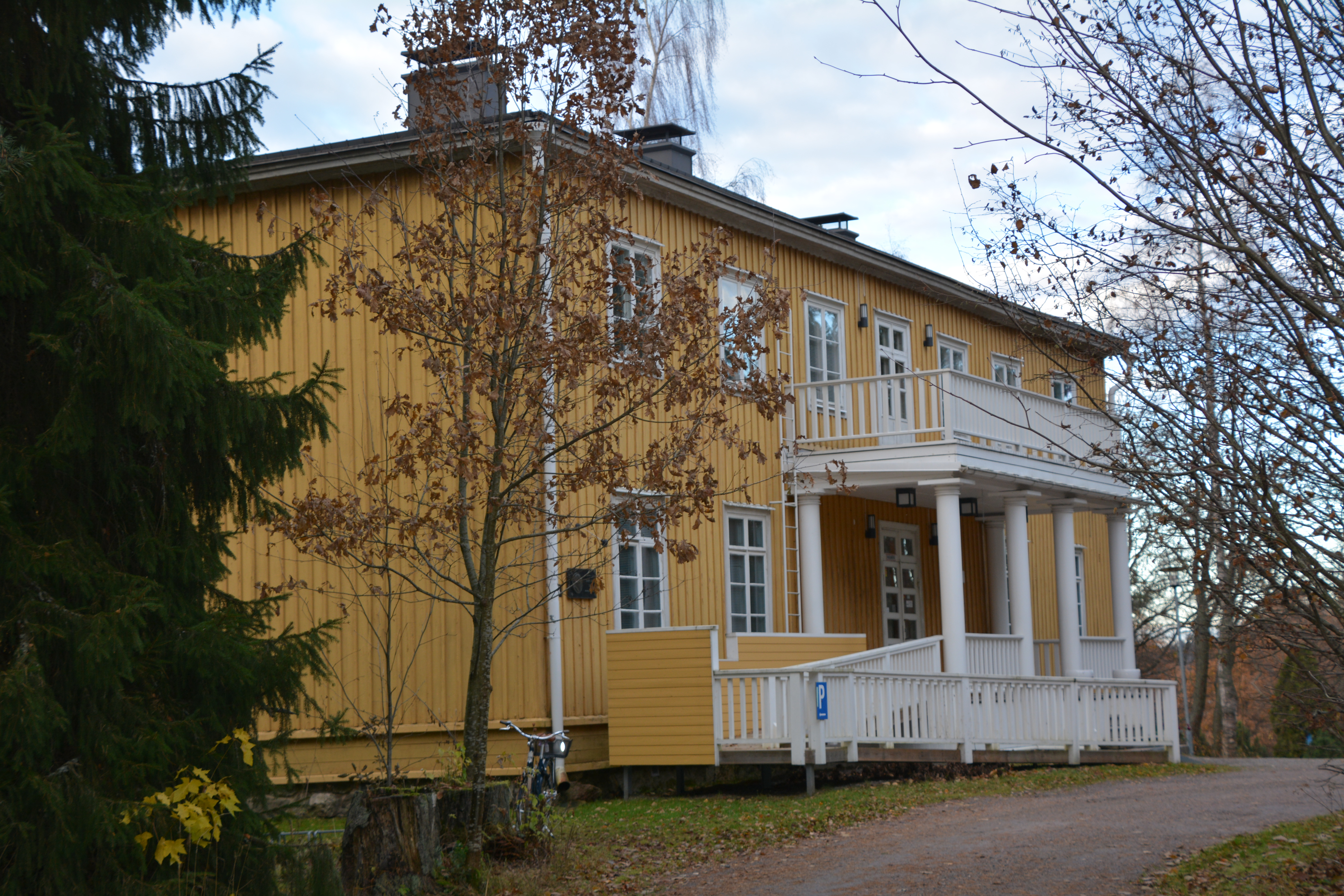
Ahola
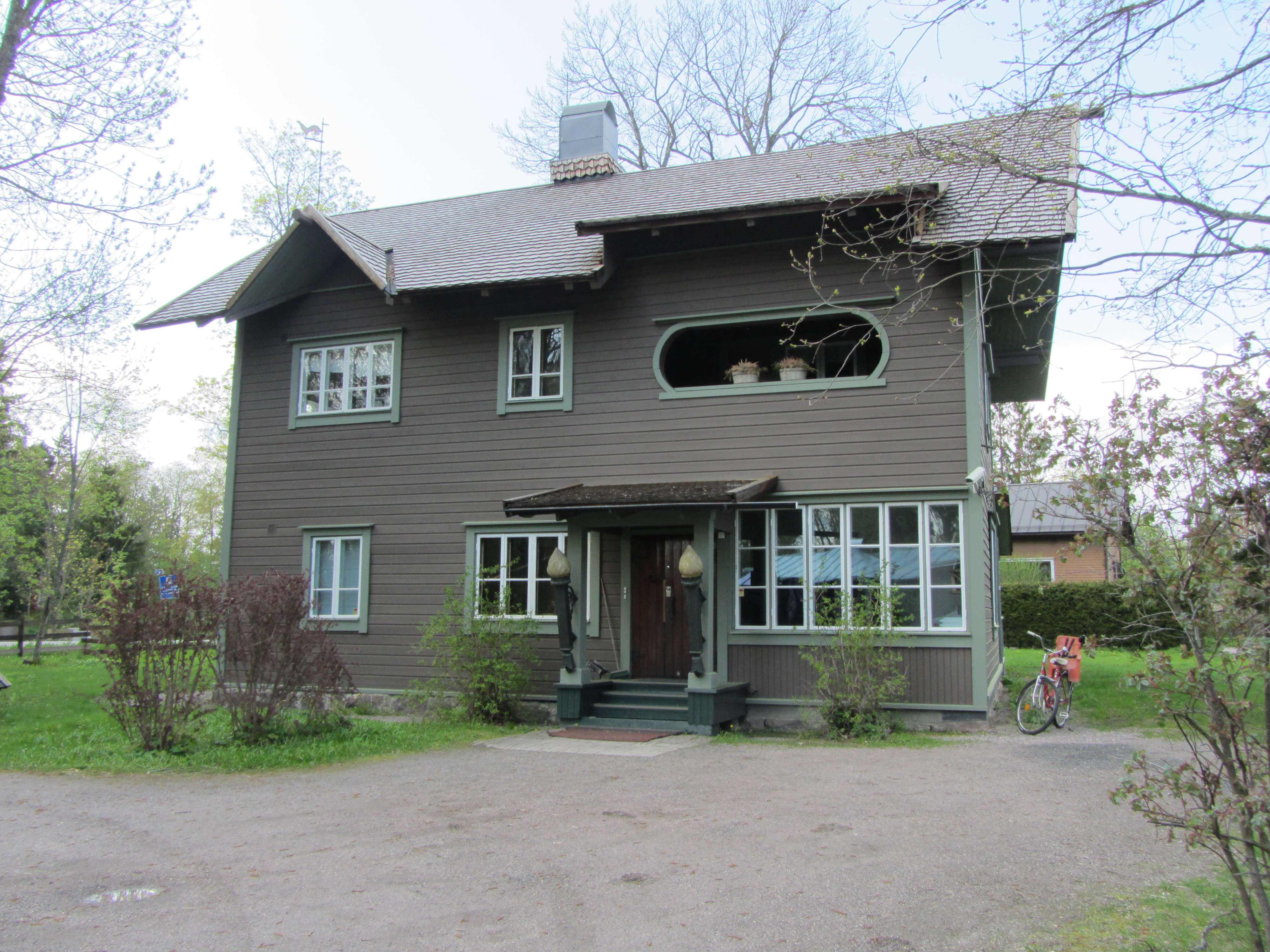
Erkkola
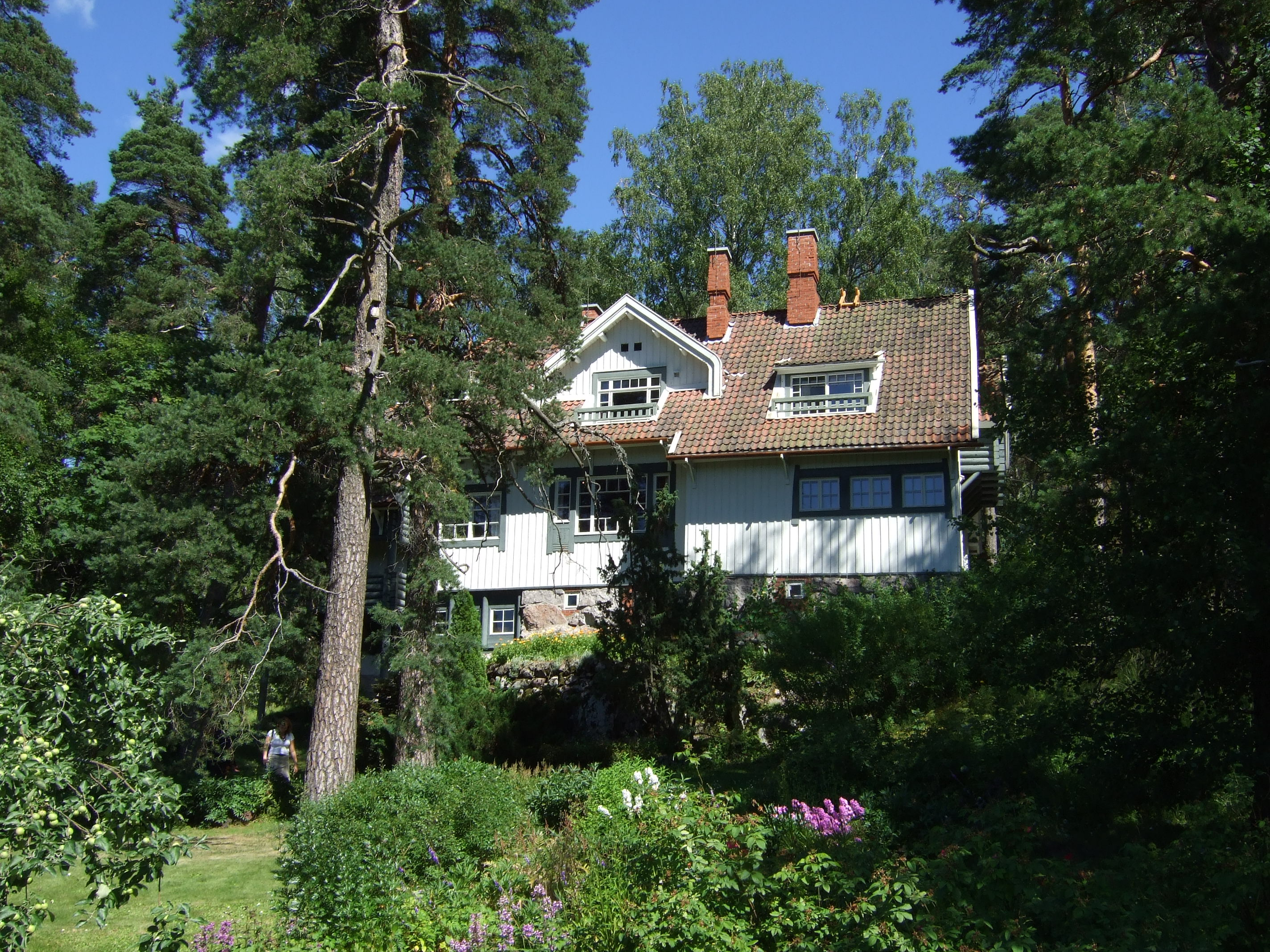
Ainola